# 昭和町 (広島市)
昭和町（しょうわまち）は、広島県広島市中区の町名である。丁目は無い。住居表示実施済み。

## 地理
広島市中心部に位置するが繁華街の紙屋町・八丁堀からは南東の位置にある。北側に鶴見町、宝町のフジグラン広島がありその北に平和大通りが通っている。西側に国泰寺町、南側に国道2号線を挟んで平野町、東に京橋川を挟んで南区比治山本町と隣接している。繁華街からは遠くないものの比較的閑静な住宅街である。

## 地名
- 広島市中区昭和町（しょうわまち）。
- 郵便番号：〒730-0046（広島中央郵便局管区）

## 歴史
- 1945年（昭和20年）8月6日に原爆投下により被災。京橋川沿いにはバラックで生活する人々も見られた。その後戦災復興都市計画により、壁式鉄筋コンクリート造の昭和町平和アパートが竣工する。

## 交通
東西に国道2号線、南北に広島市道御幸橋三篠線が伸びており、市内各所へのバスの便は良い。また、広島電鉄皆実線の南区役所前電停も平野橋を渡った所にあり広島駅や宇品方面へは路面電車の使用も可能である

### バス
昭和町（旧道）バス停、昭和町（国道2号線）バス停がある。
- 23号 横県線（南区役所前経由）（広島バス[3]）：八丁堀方面 - 保健所前 - 竹屋町（大学病院方向のみ） - 宝町 - 昭和町（旧道） - 旭町・大学病院方面
- 26号 旭町線（広島バス）：八丁堀方面 - 保健所前 - 竹屋町（大学病院方向のみ） - 宝町 - 昭和町（旧道） - 旭町方面
- 10号線（広電バス）：市役所前方面 - 竹屋町 - 宝町 - 昭和町（旧道） - 旭町・大学病院方面
- 7号線（広電バス[4]）：本通り・市役所前方面 - 昭和町（国道2号線） - 東雲方面
- 41号線（広電バス・芸陽バス[5]）：本通り・市役所前方面 - 昭和町（国道2号線） - 東雲方面

昭和町周辺には宝町バス停、竹屋町バス停（12号線は御幸橋西詰通り沿い）、保健所前バス停（中央通り沿い）、保健所東バス停（駅前通り沿い）などがある。
- 12号線（広電バス）：八丁堀方面 - 竹屋町 - 県病院前方面
- 301,302 まちのわループ（広電バス・広島バス・広島交通）：広島駅新幹線口・八丁堀方面 - 保健所前 - 県病院前方面
- 50号 東西線（広島バス）：広島駅方面 - 保健所東 - 舟入南方面

### 道路
- 国道2号 : 西広島バイパスの高架はこの地まで延伸される予定であるが、舟入以東はまだ計画段階である。

橋梁
- 比治山橋
- 平野橋

## 施設
金融機関
- もみじ銀行昭和町支店（2021年ブランチインブランチ化により鷹野橋支店内へ移転し閉鎖）

郵便局
- 広島昭和郵便局

コンビニ
- セブン-イレブン広島昭和町店

医療機関
- 津田内科
- うりゅう歯科医院

宗教施設
- 伝福寺（曹洞宗）: 元は旧材木町、現在の広島国際会議場北側付近に所在したが、原爆投下により壊滅。広島平和記念公園整備に伴う都市計画により1951年に現在地へ移転[6]。
- 正隆寺（浄土真宗本願寺派）

## 人口・世帯数
2022年6月末の人口は1855人、世帯数は1168世帯。

## 付近の町名
- 鶴見町 : かつて比治山に舞い降りる鶴を愛でる「鶴見小屋」がこの地にあったことに由来する。鶴見橋 (広島市)#歴史も参照のこと。
- 富士見町 : この地から広島市沖合いの似島にそびえる安芸小富士が見えていたことから名づけられていた。
- 宝町
- 竹屋町
- 田中町
- 西平塚町
- 東平塚町
- 平野町
- 南竹屋町